# Elena Facio Lince
Elena Facio Lince (Salamina, s. XIX), citada habitualment com a Elena F. Lince, va ser una poetessa colombiana.
Nascuda a la ciutat de Salamina, està documentada durant la primera meitat de segle xix com a poetessa. Es va fer coneguda amb composicions com A Medellín, composta en redondilla hendecasíl·laba, A la querida memoría de mi amiga Ana Rosa Rodríguez, dedicada a Ricardo Rodríguez, i A un pajarillo, composta d'estrofes sàfiques i adòniques. Va ser col·laboradora de diversos diaris literaris.
El seu germà José María Facio va ser també poeta, però va morir de manera prematura.